# Reggimento paracadutisti "Fanti dell'aria"
Il Reggimento paracadutisti "Fanti dell'aria" è stato il primo reparto militare di paracadutisti del Regio Esercito, nato come battaglione su iniziativa del Maresciallo dell'aria e governatore della Libia Italo Balbo presso l'aeroporto militare di Castel Benito nel 1938.

## Storia

### Nascita del battaglione
La nascita del primo reparto di paracadutisti in Africa nella Libia italiana è da attribuirsi a due cause principali: la immobilità degli Alti comandi del Regio Esercito di Roma e l'indole del neo governatore Italo Balbo, nominato a tale carica il 15 gennaio 1934, celebre tra le altre cose per le storiche trasvolate atlantiche del 1931 e per il grande contributo dato alla Regia Aeronautica.
Appena nominato il neo governatore, comandante in capo delle forze armate dislocate in Libia, si dedicò a grandi opere di costruzione e di adeguamento delle infrastrutture libiche, compreso l'aeroporto militare di Castel Benito.
L'intuizione di costituire un reparto di paracadutisti venne al Governatore poco dopo la nomina, vista la vulnerabilità della propria colonia, stretta nella morsa rappresentata dai ad ovest dal possedimento francese della Tunisia e ad est da quello britannico dell'Egitto. Impaziente della mancanza di sviluppi, con gli alti comandi ancora impegnati a decidere se la gestione di questo nuovo particolare tipo di unità dovesse spettare al Regio Esercito, come sul modello dell'Armée de terre francese e dell'Armata Rossa sovietica, alla Regia Aeronautica sul modello dei Fallschirmjäger tedeschi della Luftwaffe, o addirittura, come caldeggiava Benito Mussolini, alla Milizia Volontaria per la Sicurezza Nazionale, confidò ai propri collaboratori:
(Italo Balbo)
L'impresa di Balbo si presentava particolarmente ardua, viste anche le ristrettezze di bilancio e la impostazione retrograda dei vertici militari dell'epoca, particolarmente ottusi e non in grado di percepire l'impatto sulle operazioni belliche delle innovazioni tecniche e dottrinali che gli altri Paesi stavano introducendo.

Italo Balbo, padre dei Fanti dell'aria

Lo stesso Balbo, in tempi non sospetti, quando nel 1933 presiedeva il Ministero dell'aeronautica, propose di concerto con l'ammiraglio Canevari un progetto di riforma delle forze armate, compreso l'Esercito che avrebbe dovuto essere ridotto in venti divisioni, di cui cinque alpine, cinque corazzate, e dieci tra avio e autotrasportate, composte da uomini selezionati e in ferma biennale; riforma considerata troppo onerosa e che non fu possibile attuare.
Balbo, visti anche i poteri di larga autonomia e lo stato di avanzamento della sua richiesta, letteralmente bloccata, decise con l'aiuto del fidato collaboratore e trasvolatore atlantico colonnello Stefano Cagna, comandante dell'aeroporto di Castel Benito, di costituire autonomamente tale tipo di reparto.
Con circolare del Comando Superiore di Tripoli del 12 febbraio 1938 venne deciso di selezionare il reclutamento tra gli àscari libici, mentre per l'addestramento furono incaricati ufficiali del Regio Esercito comandanti di reparti coloniali che ne avessero fatta espressa richiesta. Venne inoltre chiamato dall'Italia l'ideatore nel 1926 del paracadute Salvator il tenente colonnello Prospero Freri, responsabile della formazione degli ufficiali istruttori tra cui lo stesso maggiore del Genio Goffredo Tonini, comandante designato del nuovo reparto, ufficiale già decorato di Medaglia d'oro al valor militare e con ampia esperienza nel comando di unità di ascari.
Data la scarsità di mezzi ed equipaggiamenti fu necessario attingere dalle scorte delle squadriglie aeronautiche per i paracadute, mentre alcuni velivoli vennero sottratti all'aviazione civile.
Il 20 marzo 1938, due anni dopo la creazione della scuola tedesca di Stendal, nacque la scuola di paracadutismo denominata "Campo scuola paracadutisti della Libia", con decreto del Governatore datato 24 marzo, sotto il comando del maggiore Tonini. Due giorni dopo venne quindi costituito il primo battaglione paracadutisti delle forze armate italiane, con la denominazione di Battaglione "Fanti dell'aria".
Il battaglione era organizzato in un plotone comando (tenente Giovanni Messina, con funzioni di aiutante maggiore), una sezione medica (tenente Duca), una sezione Contabilità (maresciallo Vittorio Ferra), una sezione "ripiegatori" (aviere scelto Giudici e caporal maggiore Terruso). Era costituito da quattro compagnie di allievi paracadutisti (rispettivamente 1ª, capitano Domenico Giovannini; 2ª, capitano Riccardo Ricci; 3ª, capitano Ermete Dondini; 4ª, capitano Domenico Della Pietra) e un plotone composto da sottufficiali e graduati libici, comandato dal sotto tenente Guido Conti,.

### L'addestramento

Immagine aerea del lancio dei "fanti dell'aria" su Castel Benito

Subito dopo la costituzione, il battaglione e la scuola iniziarono anche le attività di addestramento degli allievi ascari, detti anche "Ascari del Cielo": va precisato che i "Fanti dell'aria" erano tutti i membri della brigata coloniale paracadutisti, mentre gli "Ascari del cielo" erano solo quelli libici.
Questi Àscari libici - stimolati dall'esempio degli istruttori italiani - si dimostrarono coraggiosi, anche se a causa della inesperienza (erano un reparto sperimentale) gli incidenti non furono pochi. Anche l'impatto a terra non era molto agevole visto che venivano utilizzati i paracadute Salvador, progettati per situazioni di emergenza e non per lanci ordinari con un solo spallaccio ed un solo cosciale, oltre alla completa assenza di qualsiasi tipo di protezione come ginocchiere e caschetti o precauzioni in genere, visto l'utilizzo delle uniformi d'ordinanza senza alcun particolare accorgimento.
In base alle lezioni apprese vennero quindi notevolmente modificate le tecniche di lancio, la preparazione e l'equipaggiamento. Si fecero ricerche su formazioni di volo con minor impatto del vento trasversale e su come ridurre il disturbo delle eliche per garantire l'ottimale apertura dei paracadute; venne potenziata la preparazione fisica con un incremento della ginnastica propedeutica con torsioni del busto, capriole, piegamenti, flessioni, trazioni alla sbarra e corsa su distanze crescenti al fine di acquisire forza, agilità e resistenza. Vennero anche impartite lezioni di ardimento, al fine di preparare l'allievo dal punto psicologico al difficile impiego operativo.
Venne anche realizzata sul sedime dell'aeroporto una carlinga di aereo da cui gli allievi si sarebbero dovuti buttare a volo d'angelo su un materasso, in modo da acquisire scioltezza e padronanza nelle tecniche di lancio nonché assuefazione al rischio.
In questo periodo ci furono anche due gravi incidenti che portarono alla morte dell'ascaro Mohamed Ben Alì Ugasci e del tenente istruttore Giuseppe Pistilli.
Dopo quattro settimane di addestramento, venne lanciato simultaneamente l'intero battaglione composto da circa 300 uomini con l'impiego di 24 monoplani trimotori Savoia-Marchetti S.M.81, appartenenti al 15º Stormo della Regia Aeronautica, propedeutico al lancio di qualche giorno successivo effettuato in notturna, esperimento mai tentato da altri reparti similari.
Proprio in base a tale operazione, Freri sosteneva:

### Il reggimento
Con il reclutamento di nuovo personale venne costituito il II Battaglione, affidato al comando del maggiore Virgilio Corrente che col I Battaglione del maggiore Enrico Dondini formava il 1º Reggimento "Fanti dell'aria" comandato dal neopromosso tenente colonnello Tonini.
Il 18 maggio 1938, alla presenza degli ufficiali della Scuola di Guerra, vennero lanciati con trentotto Savoia-Marchetti S.M.81  i 500 uomini del reggimento. L'esercitazione, anche a causa di un imprevisto forte vento, fu disastrosa e contò sette morti e trentadue feriti: ciò fu dovuto principalmente all'assenza di strumenti affidabili per la misurazione del vento alla quota di lancio.
Il luttuoso evento non fermò comunque la preparazione che culminò il 23 maggio con una grande esercitazione a partiti contrapporti effettuata in presenza del Re Vittorio Emanuele III, degli addetti militari accreditati e di una delegazione tedesca composta, tra gli altri, da Hermann Göring, comandante della Luftwaffe e dal feldmaresciallo Walther von Brauchitsch, capo dell'Oberkommando des Heeres.
L'esercitazione consisteva nel lancio del Reggimento paracadutisti (partito rosso) dietro lo schieramento nemico (partito azzurro) costituendo così una testa di ponte in località Bir el Gnem, sull'altopiano della Gerfara, e favorendo l'avanzata di truppe autotrasportate. I fanti dell'aria si lanciarono in un breve tempo e in uno spazio ristretto, organizzando le difese della zona predisposta in meno di venti minuti dalla presa di terra. In seguito vennero sbarcati attraverso aerei da trasporto atterrati nei paraggi un reggimento di fanteria rinforzato da due batterie d'artiglieria e una compagnia di bersaglieri motociclisti, unità del genio e del sostegno alla manovra.
Il successo dell'operazione, che non comportò alcun incidente, non portò comunque al riconoscimento della specialità, che dato l'alto rischio e la relativa inesperienza venne rimandato di sei mesi, con la momentanea sospensione delle attività di lancio. In tale periodo furono studiati ulteriori accorgimenti in materia di sicurezza con la modifica dell'equipaggiamento e l'assegnazione a ogni fante dell'aria di un caschetto in cuoio, di occhiali già in uso ai motociclisti, di una tuta imbottita e di scarponi di gomma o tela. Anche il paracadute fu profondamente migliorato raddoppiando spallacci e cosciali e incrementandone la superficie riducendo la velocità di discesa dai 9 m/s iniziali del modello "Salvator I" o D/37, ai 5 m/s del "Salvator II" o D/39. Venne anche migliorata la tecnica di lancio, passata dal vecchio tuffo in avanti a un lancio a busto eretto con le mani sugli spallacci.

### Riconoscimento dei Fanti dell'aria
Con tutti questi accorgimenti, e ridotti notevolmente i rischi e gli incidenti, il 15 gennaio 1939 i "Fanti dell'aria" vennero ufficialmente riconosciuti da Roma. Con decreto ministeriale venne autorizzata la costituzione di reparti paracadutisti in Libia e si convalidò l'intera attività addestrativa della Scuola di Castel Benito. Venne riconosciuta ai membri di questa neonata specialità la stessa indennità di 600 lire corrisposta al personale navigante della Regia Aeronautica.
La scuola ormai disponeva di istruttori esperti e strutture adatte, e organizzava corsi di abilitazione con cinque lanci individuali di brevetto successivi a un durissimo corso propedeutico. La formazione offerta dalla Scuola non si limitava alla sola attività di paracadutismo, ma prevedeva corsi di istruzione tattica, istruzione per guastatori paracadutisti, maneggio esplosivi per sabotatori, oltre che la pratica di tiro con tutte le armi in dotazione.
L'ideatore del fortunato paracadute Salvator, già in dotazione alle truppe paracadutiste nella versione migliorata denominata D/39, sperimentò anche un nuovo paracadute più grande, capace di aviolanciare il cannone controcarri da 47/32 con una dotazione di venticinque proietti, pronto una volta toccata terra ad essere messo in batteria dai serventi.
Dalla sua costituzione fino alla primavera del 1940, presso la scuola libica furono in tutto abilitati al lancio circa milleduecento allievi.
Il centro si articolava in un comando, con il relativo stato maggiore, una sezione istruttori comandata dal tenente Renato Ingrami, un reparto volo comandato dal capitano pilota Bruno Crocea, il I Battaglione paracadutisti libico "Fanti dell'aria" composto da 500 ascari pronto all'impiego, il II Battaglione in fase di addestramento e il Battaglione paracadutisti nazionali della Libia, formato da personale italiano e in fase di brevetto.

### L'impiego nella seconda guerra mondiale
Nonostante l'addestramento specialistico ricevuto, dopo l'inizio della seconda guerra mondiale i reparti paracadutisti della Libia non furono utilizzati nel tipo di combattimento per cui erano stati formati bensì come normali unità di fanteria. Avrebbero potuto partecipare all'invasione di Malta oppure a un colpo di mano sul Canale di Suez, come era stato immaginato dal maresciallo dell'aria Italo Balbo, ma nel frattempo Balbo era rimasto ucciso dopo che il suo aereo era stato abbattuto dalla contraerea italiana e Graziani, nuovo comandante in Africa Settentrionale, giudicò inattuabile tale tipo di operazioni.
Il I Battaglione paracadutisti "Fanti dell'Aria" andò invece a formare all'inizio di gennaio 1940 il gruppo mobile "Tonini", posto alle dipendenze della 10ª Armata e schierato a partire dal 15 gennaio nella zona di Derna in difesa dell'aeroporto di El Fteiah.
Il gruppo mobile era così strutturato:
- Comando e Plotone comando
- I Battaglione paracadutisti "Fanti dell'Aria"
- Battaglione paracadutisti nazionali della Libia
- Gruppo "Pancano", su:

Plotone controcarro della Guardia alla Frontiera (4 pezzi da 47/32)
14ª Batteria controcarri e contraerea leggera (12 pezzi da 20/65)
60ª Compagnia bersaglieri motociclisti
Plotone di formazione, I Battaglione, 4º Reggimento Carri Medi (4 carri M11/39)
1 Compagnia del LV Battaglione mitraglieri
- II Gruppo, 10º Reggimento artiglieria "Volturno" (8 pezzi da 75/27 Mod. 1911)

Il 13 settembre 1940 il Battaglione paracadutisti, insieme alla 1ª Divisione libica, attaccò Sollum sulla costa, tenuta da plotoni delle Coldstream Guards britanniche. I britannici minarono l'area per poi ripiegare rapidamente su Marsa Matruh, lasciando sul terreno circa 50 uomini.
In dicembre iniziò la controffensiva britannica. Il gruppo mobile difese la posizione di El Fteiah fino al 25 gennaio 1941, quando venne investito da un violento attacco della 6ª Divisione di fanteria australiana e costretto a cedere terreno, venendo successivamente raggiunto e disperso dalle unità motorizzate avversarie.
Solo parte del Battaglione Nazionale riuscì a raggiungere Bengasi, e inquadrato nel Raggruppamento "Pasquali" formò l'avanguardia delle forze italiane durante la battaglia di Beda Fomm, riuscendo a raggiungere Tripoli da dove il personale venne rimpatriato in Italia e contribuì alla formazione della successiva 185ª Divisione paracadutisti "Folgore".

## Struttura
- 1º Reggimento paracadutisti "Fanti dell'aria",
  - I Battaglione paracadutisti libico "Diavoli Neri"
  - II Battaglione Paracadutisti Nazionale